# Englewood (Tennessee)
Englewood è un comune degli Stati Uniti d'America, situato nello Stato del Tennessee, nella Contea di McMinn.